# Prumna mandshurica
Prumna mandshurica är en insektsart som beskrevs av Willy Adolf Theodor Ramme 1939. Prumna mandshurica ingår i släktet Prumna och familjen gräshoppor. Inga underarter finns listade i Catalogue of Life.